# Manasollasa
El Mānasollāsa, también conocido como Abhilashitartha Chintamani, es un texto sánscrito de principios del siglo XII compuesto por el rey Someshvara III, perteneciente a la dinastía Kalyani Chalukya, que gobernó en la actual Karnataka. Se trata de una obra enciclopédica que abarca temas como la política, la gobernanza, la ética, la economía, la astronomía, la astrología, la retórica, la medicina veterinaria, la horticultura, los perfumes, la alimentación, la arquitectura, los juegos, la pintura, la poesía, la danza y la música. El texto constituye una valiosa fuente de información sociocultural sobre la India de los siglos XI y XII.
El tratado enciclopédico está estructurado en cinco sub-libros con un total acumulado de 100 capítulos. Destaca por su extenso análisis de las artes, en particular la música y la danza. También destaca por incluir capítulos sobre recetas alimenticias y festivales, muchos de los cuales forman parte de la cultura india moderna.
También existe otro texto sánscrito de la época medieval con el título Mānasollāsa, que consiste en himnos devocionales de alabanza (stotra), y es diferente del tratado enciclopédico.

## Nomenclatura
El título Manasollasa (मानसोल्लास) es una palabra compuesta en sánscrito, formada por manas ( मनस्) o "mente" y ullasa (उल्लास) o "regocijo, deleite". Significa "la alegría, el deleite o el entretenimiento de la mente". Alternativamente, la palabra compuesta puede descomponerse como manasa y ullasa, que significan "felicidad de la mente".
La obra está dividida en cinco sub-libros con el sufijo Viṁśati (vinshati, विंशति), que significa "20" y hace referencia a los 20 capítulos del sub-libro. En el mundo académico moderno se conoce por las grafías IAST "Manasollāsa" y "Mānasollāsa".
También se conoce como Abhilashitartha Chintamani (Abhilaṣitārtha Cintāmaṇi) (literalmente, la gema preciosa que cumple el deseo). El título de este texto se escribe Manasollāsa, y existe otro texto indio de la época medieval con el título, Mānasollāsa (sánscrito: मानसोल्लास), escrito en estilo Stotra (poesía de alabanza) relacionado con Dakshinamurti, muy diferente en su alcance y atribuido a Adi Shankara o Suresvara.

## Fecha y autor
El texto fue completado en 1129 d. C. por Someshvara III, el cual formaba parte de la dinastía Kalyani Chalukya y se convirtió en rey en 1127 (el tercero de dicha dinastía). El año en que ascendió al trono es aproximado, y algunos estudiosos lo sitúan en 1125 de la era cristiana. El autor procedía de la región medieval del Decán, formada por amplias zonas de las actuales Karnataka, Telangana, Andhra Pradesh occidental y Maharashtra meridional.
Las pruebas epigráficas sugieren que la dinastía concedió numerosas tierras y ayudas económicas a las causas del shaivismo y la erudición monástica. Estos monasterios de la península india se convirtieron en centros de estudio de los Vedas y de filosofías hindúes como la escuela Nyaya. Someshvara III compuso este texto en los primeros años de su reinado.

## Estructura
El Manasollasa es un tratado enciclopédico escrito en verso poético.
Está estructurado en cinco sub-libros y contiene acumulativamente 100 capítulos. Los cinco Vinshatis (sub-libro de 20) son Rājyaprāptikāraṇa, Rājyasya Sthairyakāraṇa, Bhartur Upabhogakāraṇa, Pramoda kāraṇa y el Krīḍā viṁśati.Cada capítulo trata un tema específico, que va desde la obtención de un reino, su gobierno, economía, infraestructuras, arquitectura, medicina, cocina, ornamentos, perfumería y juegos amorosos, deportes, joyería, pintura, música y danza. Una gran parte del texto está dedicada a la música y los instrumentos musicales, con 2.500 versos dedicados a ella.
El número de ślokas en este trabajo es:
| Veinte libros (Viṁśati)     | Capítulos (Adhyāya) | Versos (Śloka) |
| --------------------------- | ------------------- | -------------- |
| I. Rājyaprāptikāraṇa        | 20                  | 308            |
| II. Rājyasya Sthairyakāraṇa | 20                  | 1300           |
| III. Bhartur Upabhogakāraṇa | 20                  | 1820           |
| IV. Pramoda kāraṇa          | 20                  | 3219           |
| V. Krīḍā viṁśati            | 20                  | 1375           |

## Contenido

### Reino y aptitudes de un rey:Rājyaprāptikāraṇa
El sub-libro Rajyapraptikarana describe las aptitudes de un rey y sus ministros, sus deberes y las características morales que permiten gobernar un reino estable y próspero.
El capítulo afirma que el rey debe ser veraz, evitar la ira, ser virtuoso y predicar con el ejemplo. El rey, los ministros y los ciudadanos deben, según el primer sub-libro del Manasollasa, abstenerse de dañar a los demás, practicar la autocontención y la generosidad, tener fe en los dioses, alimentar y apoyar a los pobres y desvalidos, y ser amables. El rey, según el texto, debe honrar a sus antepasados y a todos los invitados.

### Gobernanza, economía y estabilidad política:Rājyasya Shairyakāraṇa
El segundo sub-libro Rajyasya Sthairyakaraṇa Vimshati está dedicado a la gobernanza y los asuntos económicos para ayudar a un rey a conservar el reino. En él se describen los ministros y sus aptitudes, el mantenimiento, equipamiento y entrenamiento de un ejército con un Senapati (general) al mando, los sacerdotes y astrólogos como consejeros del rey, la tesorería y los métodos de tributación.
J Duncan M Derrett, profesor de Leyes Orientales, afirma que el capítulo 2.8 del texto analiza tres tipos de constituciones y recomienda que el rey delegue grandes responsabilidades en sus ministros, un sistema que implicaba que el reino se gobernaba virtualmente a través de los ministros. El Manasollasa otorga un papel importante a un astrólogo en el consejo de asesores del rey, que pronosticaría el momento propicio para responder a un ataque, lo que, según Hartmut Scharfe, profesor de Estudios Indoeuropeos, resultó desastroso durante la invasión musulmana extranjera de la península del Decán.
El texto recomienda la forma delegada de gobierno en las provincias existentes o adquiridas, con la salvedad de que la provincia debe ser gobernada por alguien nacido en ella. Sin embargo, todos los ministros del entorno inmediato del rey deben haber nacido en el estado establecido desde hace tiempo. El rey, afirma el texto, debe vigilar y actuar contra los burócratas y funcionarios que atormentan a sus súbditos. El texto advierte de que el rey debe impedir que funcionarios, ladrones, enemigos, los favoritos del rey y su propia codicia abusen de sus súbditos.
Este sub-libro también describe los tipos de shulka (impuestos). En el cuarto capítulo, explica el impuesto recaudado en el puerto de entrada sobre las mercancías que llegan a la frontera.
El segundo sub-libro incluye capítulos sobre el cuidado veterinario de animales como caballos y elefantes que servían al ejército. En los versos del capítulo 2.6, por ejemplo, se describen numerosas dolencias veterinarias, que van desde la fiebre a las heridas o los trastornos estomacales, y se esbozan la alimentación y los cuidados adecuados de los animales, así como las fórmulas de los medicamentos. El texto incluye los nombres de más de 40 hierbas utilizadas para recetas de cuidados veterinarios.

### Comida y ocio:Bhartur Upabhogakāraṇa
El Manasollasa contiene recetas de cocina vegetariana y no vegetariana y, según Mary Ellen Snodgrass, editora de Encyclopedia of Kitchen History, precedió en un siglo a la historia de la escritura de libros de cocina en Europa. Aunque el texto no es el primero entre los libros indios en describir alimentos fermentados, contiene una serie de gastronomías basadas en la fermentación de cereales y harinas. Entre los platos de carne, el texto no incluye la carne de vaca, caballo, elefante, loro, pavo real ni huevos. Describe recetas a base de carne de cerdo, venado, cabra y pescado, entre otras.
El texto afirma que el agua fresca es Amrita (néctar) de la cocina, y Visha (veneno) en caso contrario. Someshvara III recomienda el agua fresca de las lluvias (otoño), manantiales (verano), ríos y lagos (invierno) para el uso diario, después de haberla filtrado con un paño limpio. El texto recomienda hervir el agua antes de usarla y utilizarla así a lo largo del día. Para beberla, si no es posible hervirla, el texto recomienda un método de purificación alternativo a base de Triphala, y luego añadir un trozo de mango, patala o flor de champaka o polvo de alcanfor para darle sabor y deleite. También menciona el agua de coco fresca y una bebida llamada panakam.
El arte de preparar vino se describe en Manasollasa a partir de uva y caña de azúcar, con fuentes inusuales basadas en la elaboración de Talimadya (palma), Narikelasava (coco) y Khajurasava (dátil).
Aparecen también recetas de los dulces favoritos del rey. Además de aquellos preparados a base de leche, incluye recetas de dulces fritos como el golamu (un buñuelo hecho con harina de trigo), un dulce a base de harina de arroz similar a los modernos pantua y ledikeni, y el gharika (pasteles fritos hechos con harina de gramo negro).

### Alegría y deleite:Pramoda kāraṇa
El cuarto sub-libro trata de entretenimientos como la música, la danza, las canciones y los deportes de competición. El texto abarca la danza y la música en capítulos exclusivos, dedicando muchos más versos a estos dos temas que a los dos primeros sub-libros juntos. Esto puede reflejar la importancia de las artes escénicas en la India del siglo XII, ya que el hijo de Someshvara III y sucesor al trono, el rey Jagadekamalla II, también escribió un famoso tratado Sangita-chudamani, literalmente "joya de la corona de la música".
El texto describe tipos de canciones y música, instrumentos y danzas, junto con las ocasiones en que se interpretaban. El Tripadi, afirma el texto en el capítulo 4.16, se interpretaba durante la temporada de cosecha y descascarillado, el Shatpadi era interpretado por narradores populares, el Dhavala se cantaba en los matrimonios, mientras que festivales como Holi se celebraban con canciones y música de los géneros Mangala y Caccari. Los Charya, afirma el texto, eran canciones de meditación. El texto afirma que el Gana (गान) es una forma de "música popular" y que el Geet que no es ni rápido ni lento, sino que contiene notas altas y bajas, en el que la letra y la métrica musical son igualmente importantes, y es el preferido por los maestros espirituales.
La retórica se aborda en el capítulo 4.17 del Manasollasa.
El texto dedica más de 450 versos en el capítulo 4.18 a la danza y describe los tipos de formas de danza, los instrumentos musicales que acompañan a los espectáculos y las ocasiones en que se celebraban. El texto habla de seis tipos de intérpretes, sus características y sus funciones: Nata (actor), Nartaka (bailarín), Nartaki (bailarina), Vaitalika (bardo), Charana (intérprete errante) y Kollatika (acróbata). Sus movimientos corporales (6 Anga, 8 Upanga y 6 Pratyanga) se explican con su significado. Este análisis es similar al que se encuentra en el Natya Shastra, un texto sánscrito compuesto alrededor del siglo I antes de Cristo. A continuación, el texto presenta los 21 Sthanas y los 26 Charis de la tradición de la danza.
El análisis de los movimientos de danza se divide en seis categorías: miméticos (natya), delicados (lasya), vigorosos (tandava), acrobáticos (visama), lúdicos (vikata) y gráciles (laghu).
El cuarto sub-libro también describe deportes como la pesca, las carreras de perros (tipo galgo), las carreras de caballos y las carreras de elefantes, así como el tiro con arco, la lucha y el atletismo. El texto describe algunos deportes de equipo únicos, como una forma de polo indio en la que participan dos equipos de ocho miembros cada uno.

### Juegos, artes y ocio:Krīḍā viṁśati
El último sub-libro del texto trata del ocio a través de la horticultura y el arte de crear jardines, la pintura, la perfumería, la arquitectura y el adiestramiento y cría de caballos, elefantes, lavakki (un tipo de codorniz) y otros animales salvajes. Se dedica un capítulo al deporte real de la caza del ciervo u otros animales salvajes. Trata de 35 modalidades de caza del ciervo, además de la caza con perros, la cetrería y la pesca.
El diseño del jardín, afirma el texto, debe incluir rocas y montículos elevados con cumbres, cuidados con plantas y árboles de diversas variedades, estanques artificiales y arroyos caudalosos. Describe la disposición, los suelos, las semillas, la distancia entre tipos de plantas y árboles, los métodos de preparación del abono, la fertilización adecuada y el mantenimiento del jardín, qué plantas y árboles es mejor plantar primero, cuándo plantar otros, el riego, las señales de exceso de riego y de falta de agua, las malas hierbas, los medios de proteger el jardín y otros detalles. Se describen tanto los parques públicos como los jardines arbolados, con unos 40 tipos de árboles recomendados para el parque en el capítulo Vana-krida.
Otras artes y actividades de ocio descritas en el quinto sub-libro incluyen actividades como la confección de guirnaldas y la perfumería, en las que las flores se disponen en patrones de colores agradables que deleitan los sentidos. El texto enumera tipos de maderas aromáticas, como el sándalo, y sus cualidades. También describe el arte de la pintura en tres tipos: Viddha (representativo), Aviddha (boceto, esquema) y Bhava (narrativo). Incluye, además, una receta para fabricar varios tipos de pinturas, así como lápices de colores para dibujar, y luego recomienda los pasos para realizar un dibujo.
El texto del siglo XII describe las joyas y el maquillaje de las mujeres, incluidos los que se aplican en los párpados, las pestañas, las mejillas y los antebrazos, y menciona los estilos y colores de Tilak en la frente. En joyería destacan las que se utilizan para el cabello y los pendientes.

## Recepción
El Manasollasa ha sido calificado de fuente importante sobre la historia sociocultural de la India medieval, en especial para la historia de los alimentos, las bebidas y las gastronomías y de los deportes. Mandakranta Bose, catedrático de Estudios del Sur de Asia, califica el texto de gran interés por ser el más antiguo que se conoce con detalles sobre los géneros de danza en la India. Un equipo formado por Bruno Nettl, catedrático de música y antropología, ha calificado al Manasollasa como un tratado enorme con amplias secciones sobre música, danza y otras artes escénicas.